# Крістіан Фрідріх Геббель
Крістіан Фрідріх Геббель (нім. Christian Friedrich Hebbel; 18 березня 1813, Вессельбурен Гольштейн — 13 січень 1863 Відень) — німецький поет і драматург.
Найбільший драматург у період між Шиллером і Гофмансталем.

## Життєпис
Син гольштейнского муляра; виховувався в строгому протестантському дусі й виріс, терплячи матеріальні нестатки, в народному середовищі, повної древніх сказань і забобонів; це середовище визначило схильність Геббеля до містицизму, до якого він тяжів протягом всього свого життя.
Психологія Геббеля формувалася в період руйнування ремісничого виробництва промисловістю. Ще студентом у Гейдельберзі він охарактеризував час свого життя як епоху, коли «готується рішення на ціле тисячоліття»; він рано зрозумів, що в його вік зіткнулися два світи: феодалізм і капіталізм.
У перший час він перебував під впливом романтиків — Уланда, Кляйста, і, особливо, Й. Ґьоррес. Вже тоді виявилося і внутрішнє протиріччя в світогляді Геббеля, протиріччя між його схильністю до містицизму і раціоналістичними устремліннями епохи.
Від романтиків Геббель повернув до «Молодої Німеччини» і у свій час навіть співпрацював у «Телеграфі» К. Гуцкова. Але половинчастість, вічне коливання молодих німців відштовхували його.
Основним завданням свого життя він вважав «символізацію внутрішніх переживань, оскільки вони виразилися в значних моментах». Для цієї «символізації» Геббель намагався пристосувати трагедію класицизму і романтизму (в переробленої формі Грільпарцера), перетворюючи її в арену боротьби проблем сучасності.
Основною проблемою творець психологічної драми, яким є Геббель, вважав взаємовідношення індивідуума з суспільством.
Познайомившись з філософією Гегеля і його діалектикою, Геббель переніс усі соціальні конфлікти свого часу зі світу реального в світ ідей і визнав боротьбу ідей вищим принципом драматичного мистецтва взагалі; розгортання суспільних колізій і вічний прогрес Геббель мислив за гегелівською тріадою: старе і нове, що йдуть і стикаються й в пристрасних муках народжують нову форму буття.
При таких історичних зіткненнях стає особливо зрозумілою необхідність у сильному індивідуумі для виявлення вічної ідеї. У протиріччі з таким стає, гинучи в боротьбі з «загальністю», індивід створює нове буття.
Йдучи своїм шляхом, сильна людина скоює злочин, тому що відділяється від цілого, до якого належить, але це злочин неминуче: на ньому ґрунтується прогрес «світового організму».
У цій неминучості Геббель бачить сутність трагічного. Для вирішення цих конфліктів Геббель у своїх перших двох трагедіях («Юдіф», 1841 і «Женев'єва», 1843) потребував ще надлюдину, святу.
У першій трагедії позначається вплив молодих німців (емансипація жінок), а в другій — вплив романтизму і відроджених їм середньовічних «народних книг».
Безсумнівно, що «Молода Німеччина» викликала в Геббеля інтерес до сучасних соціальних питань. Коли в 1843 році Геббель познайомився в Парижі з радикальної німецької еміграцією (А. Руге, Гейне тощо), Він там же написав соціальну трагедію «Марія Магдалина» (1844), в якій дана картина загибелі ремісничого світу з його вузьким кругозором, старої мораллю і забобонами.
Тут вже немає надлюдини і відсутня особиста вина героїв: всі діють за законами соціальної необхідності. Трагедія в тому, що діючі особи не розуміють того, що відбувається навколо них. «Марія Магдалина» — похоронна пісня світу, з якого вийшов сам поет. Після подорожі до Італії Геббель оселився у Відні.
Там він написав у романтичному дусі дві слабких трагедії — «Юлія» і «Трагедія в Сицилії». Революції 1848 року Геббель зустрів зі змішаним почуттям: він боявся «божевілля комунізму», який руйнує культуру.
Поки боротьба йшла за конституцію, він брав діяльну участь у русі, агітував за свободу спілок, друку тощо. І виставив свою кандидатуру у франкфуртський і австрійський парламенти, куди проте не був обраний.
Але коли революційна боротьба прийняла більш різкі форми, він у своїх кореспонденціях в Аугсбурзьку «Загальну газету» виступив проти лівої демократії, хоча негативно відгукувався і про реакцію. Своїм ідеалом він вважав конституційну монархію і примирення революції з реакцією. У 1850-х і 1860-х рр. Геббель проповідував об'єднання Німеччини.
Геббель у пореволюційні період своєї творчості створив вищі зразки психологічної драми, пов'язуючи завжди зіткнення двох світоглядів у світовій історії з боротьбою чоловічої та жіночої психіки: в трагедії «Ірод і Маріанна» (1850) азіатсько-деспотичний світ (в особі Ірода) гине при зіткненні з західно-римської культурою і щойно народжується християнством (в особі Маріанни); язичницький егоїзм перемагається християнським альтруїзмом, новим розумінням індивідуума.
В іншій трагедії — «Гиг і його кільце» (1856) — герой (Кандавл) згрішив, зробивши «безчесний» у сенсі тодішньої моралі вчинок, і повинен тому загинути. Ця трагедія є апологією «ідеї звичаю і моральності»; Кандавл, вмираючи, усвідомлює себе винним: лише той сміє порушити «сон світу» і вводити реформи, хто в змозі дати що-небудь більш піднесене, ніж те, що вже суще.